# Буткент
Буткент (лезг. Бут) — село в Сулейман-Стальском районе Дагестана. Входит в состав сельского поселения сельсовет Шихикентский.

## География
Расположено в 9 км к югу от райцентра села Касумкент.

## Население
| 1895 | 1926 | 1939 | 1970 | 1989 | 2002 | 2010 |
| ---- | ---- | ---- | ---- | ---- | ---- | ---- |
| 305  | ↘205 | ↗342 | ↘330 | ↘262 | ↗537 | ↘459 |
| 2021 |      |      |      |      |      |      |
| ↗598 |      |      |      |      |      |      |